# اصل موضوع
اصل موضوع، بُنداشت، بُن قانون یا  آکسیوم  (به فرانسوی: Axiome) در فلسفه، ریاضیات، منطق و فیزیک، گزاره‌ای است که بدونِ اثبات و به شکل پیش‌فرض پذیرفته می‌شود و از رویِ آن سایر گزاره‌ها استخراج می‌شوند.
اصل یا بدیهیات آنچنان‌که در فلسفهٔ کلاسیک تعریف شده‌ است، گزاره‌ای است (در ریاضیات اغلب به صورت نمادین ارائه می‌شود) که پرواضح یا بدیهی است و بدون اینکه بحث یا سؤالی در مورد آن مطرح باشد، مورد پذیرش است. بنابراین، اصل می‌تواند به عنوان مبنایی برای استدلال یا ادعا مورد استفاده قرار گیرد؛ آنچنان‌که در منطق یا ریاضیات مرسوم است. این واژه از واژهٔ یونانی (axíōma (ἀξίωμα گرفته شده‌است که مفهوم کاملاً درست، مناسب، واضح یا بدیهی را منتقل می‌کند.

در منطق مدرن، اصل، پیش‌فرض یا نقطهٔ شروعی برای استدلال است. صحت بدیهی بودن یک اصل مفهومی یا به صورت نمادهای ریاضی، موضوعی است که در فلسفهٔ ریاضیات، به وسیلهٔ ریاضیدانان مورد بررسی قرار می‌گیرد.
اصل، در ریاضیات دارای دو مفهوم متمایز است: «اصول منطقی» و «اصول غیرمنطقی». اصول منطقی معمولاً به بیانیه‌هایی گفته می‌شود که از نظر سیستم منطق صحیح هستند (برای مثال (الف و ب) دلالت بر الف دارد)، در حالیکه اصول غیرمنطقی (مانند الف + ب = ب + الف) بیانگر مفاهیمی ذهنی در مورد دامنهٔ یک نظریهٔ ریاضی خاص، می‌باشند (مانند حساب).
اصولِ موضوعه می‌توانند بدیهی نباشند، اما به‌ هرحال نقطهٔ آغازِ کار است و به همین دلیل نمی‌توان آن‌ها را از هیچ گزارهٔ دیگری استخراج کرد. گزاره‌ای که از یک یا چند اصلِ دیگر استنتاج شود قضیه (theorem) نام دارد.
اصولِ موضوعهٔ نسبیتِ خاص، معمولاً به عنوانِ مثالِ اصلِ غیرِ بدیهی آورده می‌شود. در سنتِ ایرانی معمولاً اصولِ موضوعه را از اصولِ متعارفه -که بدیهی به نظر می‌آیند و ادعا می‌شود هرکس آن‌ها را می‌پذیرد- جدا می‌کنند. اگر بخواهیم این کاربرد را در انگلیسی داشته باشیم باید برایِ اصولِ موضوعه و متعارفه به ترتیب postulate و axiom را به کار ببریم.
معمولاً هنگامی که نظریه‌ای (معمولاً در فیزیک یا ریاضیات) داریم اصلِ موضوع‌بندیِ آن، بسیار لذت‌بخش و زیبا خواهد بود. این کار نشان می‌دهد که تمامِ گزاره‌هایِ آن نظریه را می‌توان با پذیرفتنِ تعدادِ بسیار اندکی "اصلِ موضوع" به دست آورد.

## تاریخچه
اصل‌ها و قضیه‌ها را برای نخستین بار، دانشمندان یونانی وارد دانش کردند. ارشمیدس (سده سوم پیش از میلاد) در کتاب‌های خود، بارها از «اصل» و «قضیه» استفاده کرده‌است. تا سرانجام اقلیدس (سده سوم پیش از میلاد) در کتابِ اصولِ خود در سیزده کتاب، اصل‌ها و قضیه‌های هندسی را منظم کرده‌است.
شماری از اصل‌ها را، اقلیدس پوستلا (postulate ~ خواست) نامیده است. برای نمونه، نخستین پوستلا در اصولِ اقلیدس، به این ترتیب تنظیم شده‌است: «کوتاه‌ترین فاصله بین دو نقطه خط راستی است که آنها را به هم وصل می‌کند.»

## دستگاه(بنداشت‌های) جازم
اگر همۀ مدل‌های یک دستگاه بنداشت با یکدیگر یکریخت باشند، مجموعه بنداشت‌های آن را جازم خوانند. (مانند هندسه اقلیدسی و هذلولوی)
بنداشت های جازم، ویژگی‌های یک مدل به زبان سیستم را به طور کامل توصیف می‌کنند.

## قانون فلسفی
قانون، گزاره‌ای منطقی است که در دستگاه فلسفی مشخصی، "بدیهی" فرض شده یا درستی آن اثبات شده‌است و مبنای دیگر قضایای آن دستگاه فلسفی خواهد شد.
مثلاً قانون اول نیوتون می‌گوید اجسام به وضعیت حرکت یا سکون خود ادامه می‌دهند مگر اینکه به آن‌ها نیرویی وارد شود. این بیانِ قانون است در دستگاه فلسفی نیوتون و مثلاً در دستگاه فلسفی ارسطو گزاره‌ای نادرست است. پس قوانین فیزیک وابستگی شدید به دستگاه فلسفی تعریف شده دارند.
در هندسه نیز قوانین هندسه نا اقلیدسی با هندسه اقلیدسی در تضاد است.